# Dieter Reible

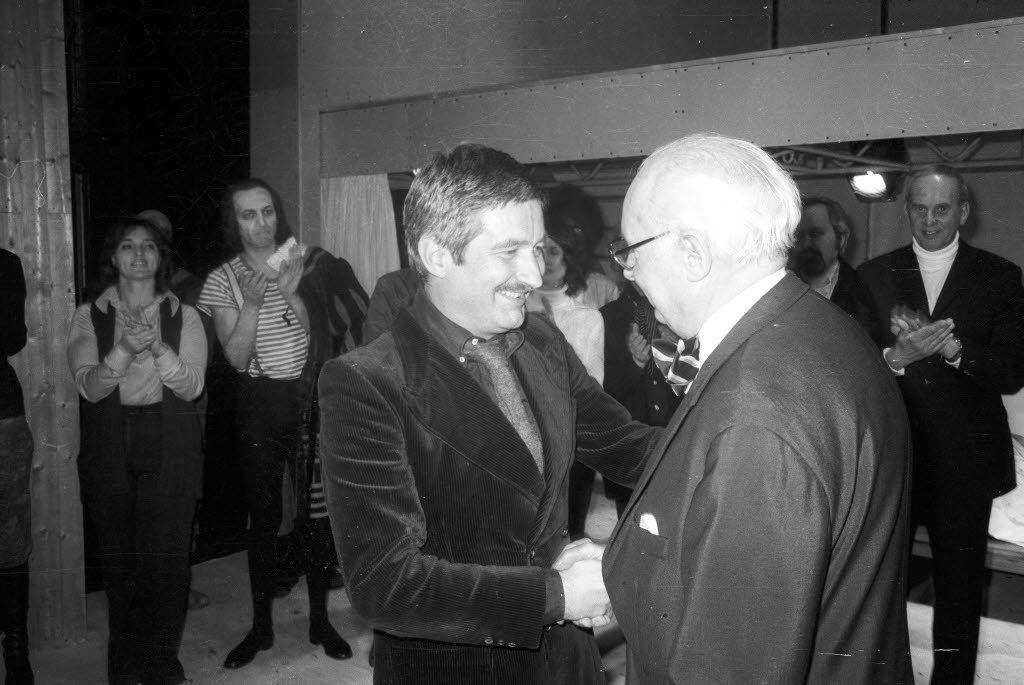
Kiel am 2. Juni 1976: Schauspieldirektor Dieter Reible (links) verlässt nach vier Jahren das Haus und wird von Generalintendant Joachim Klaiber (rechts) verabschiedet (Foto: Friedrich Magnussen).

Dieter Reinhold Reible (* 24. Juni 1929 in Berlin; † 4. Dezember 2014 in Czernichów) war ein deutscher Regisseur.
Gegen Ende der 1960er Jahre setzte sich Reible in Frankfurt für das Sozialistische Straßentheater ein. 1969 stritt er an der Seite von Claus Peymann und Peter Stein – ebenfalls in Frankfurt – für Mitbestimmung am Schauspiel.
Als Regisseur war Reible an den Städtischen Bühnen Frankfurt, am Thalia Theater Hamburg, am Theater am Goetheplatz Bremen, am Staatstheater Kassel, am Theater am Neumarkt Zürich, in Berlin und mehrfach in Südafrika tätig. Als Schauspieldirektor wirkte er an den Wuppertaler Bühnen, am Theater Kiel sowie 1994 bis 1998 am Theater Bielefeld.
Reible war mit Beatrice Maurer verheiratet.
Die sterblichen Überreste von Dieter Reible wurden in Wuppertal beigesetzt.

## Inszenierungen (Auswahl)
Deutschland
- 1962 Schillertheater Berlin: N. F. Simpson: Die Welt des Groomkirbys
- 1965 Renaissance-Theater Berlin: Félicien Marceau: Der Manager
- 1967: Liebesgeschichten – Das Schiff nach Valparaiso (Film)
- 1969 Frankfurt: Shakespeare: König Johann
- 1970 Frankfurt: Peter Hacks: Omphale
- 1972 Kiel:
  - Schiller: Kabale und Liebe
  - Pinter: Old Times
  - Büchner: Dantons Tod
  - Euripides: Orestes
  - Thomas Bernhard: Die Jagdgesellschaft
- 1976 Zürich: Friedrich Wolf: Cyankali
- 1977 Zürich: Camus: Die Gerechten
- 1980 Kassel: Frank Wedekind: Der Marquis von Keith
- 1983 Staatstheater Braunschweig: Goethe: Faust II
- 11. Mai 1985 Wuppertal: Shakespeare: Der Sturm (Neuübersetzung von Erich Fried)
- Städtische Bühnen Osnabrück: Sophokles: Antigone
- Februar und März 1989 Theater Bielefeld: Gerhart Hauptmann: Atriden-Tetralogie
- 1998 Frankfurt: Hal Ashby: Harold und Maude

Südafrika
- 1970 Kapstadt: Shakespeare: Titus Andronicus in Afrikaans von Breyten Breytenbach.
- Shakespeare: Der Sturm
- Euripides: Medea, Die Troerinnen
- 1989 Jean Genet: Die Neger
- 1990 Shakespeare: Macbeth
- 1992 Bartho Smit: Die Keiser
- 1993 
  - Kleist: Der zerbrochne Krug in Afrikaans von Van Dijk
  - Strindberg (1893): Leka med elden